# Жиронкіна Карина
Кари́на Жиро́нкіна (нар. 28 квітня 1991 року, Харків, СРСР) — українська модель. Міс Україна 2012.

## Біографія
Карина народилась у сім'ї будівельника та манікюрниці. У модельному бізнесі з 13 років. У 16 років перемогла на конкурсі «Miss Fashion TV».
Освіту здобуває на заочному відділенні Харківської академії дизайну та мистецтв.
31 березня 2012 року перемогла у конкурсі «Міс Україна». Після перемоги представляла Україну на конкурсі Міс Світу, що проходив в Ордосі (Китай).

## Нагороди
- 2012 — Міс Україна